# Grappe (textile)
Dans l'artisanat ou l'industrie textile, la grappe désigne l'accident survenu durant le  tissage ou les opérations connexes  (foulage, tondage, etc.) dont le résultat est un défaut dans le tissu.
Ces accidents peuvent venir :
- d'un tondage vigoureux qui entame le tissu ;
- d'un foulonnage dans un moulin réglé trop serré qui tire les fils de trame ou de chaîne ;
- de nœuds de tisserands trop volumineux (le raccordement des fils de trame à l'épuisement de la navette  ou d'un fil de chaîne rompu n'est pas toujours aisé) ; l'opération particulière de rentrayage se nomme alors nopage ;
- l'usure du carton dans les métiers mécaniques fonctionnant sur le principe de l'orgue de barbarie, auquel cas le défaut se répète tout au long de la pièce ;
- et, il faut bien l'avouer, la qualité du fil.